# 285
285 (CCLXXXV) var ett normalår som började en torsdag i den julianska kalendern.

## Händelser

### Juli
- Juli – De rivaliserande kejsarna Carinus och Diocletianus möts i slaget vid Margus. Den senare står som segrare.

### Okänt datum
- Den romerske kejsaren Diocletianus utser sin general Maximianus till caesar.
- Diocletianus delar Romarriket i två delar.
- Diocletianus låter förstärka försvaret längs Donau.

## Avlidna
- Juli – Carinus, romersk kejsare